# Nikolai Georgijewitsch Saizew
Nikolai Georgijewitsch Saizew (russisch Николай Георгиевич Зайцев; * 21. Dezember 1931 im Dorf Suna bei Kondopoga; † 23. Januar 1995 in Petrosawodsk) war ein sowjetisch-russischer Kybernetiker.

## Leben
Saizew studierte am Leningrader Polytechnischen Institut mit Abschluss 1956. Nach der anschließenden dreijährigen Aspirantur in der Karelischen Filiale der Akademie der Wissenschaften der UdSSR (AN-SSSR, seit 1991 Russische Akademie der Wissenschaften (RAN)) in Petrosawodsk gründete er dort 1959 und leitete  dann die Abteilung für Energetik und Automatik. 1960 verteidigte er mit Erfolg seine Dissertation über die Automatisierung der günstigsten Verteilung der aktiven Lasten in Stromnetzen mit Wasserkraftwerken für die Promotion zum Kandidaten der technischen Wissenschaften.
Ab 1964 arbeitete Saizew als wissenschaftlicher Mitarbeiter  im 1962 gegründeten Institut für Kybernetik der Akademie der Wissenschaften der Ukrainischen Sozialistischen Sowjetrepublik in Kiew. Er verteidigte 1973 erfolgreich seine Doktor-Dissertation über die Datensicherheit in automatisierten Systemen der Datenverarbeitung und Steuerung für die Promotion zum Doktor der technischen Wissenschaften. Darauf wurde er Leiter der Abteilung für Daten- und Algorithmen-Sicherheit von Computersystemen. Er wurde bekannt durch seine automatisierten Steuerungssysteme für Unternehmen der sowjetischen Rüstungsindustrie. 1989 formulierte er ein Konzept der Informatisierung der modernen Gesellschaft. Er gewann 1991 den 1. Preis beim Allunionswettbewerb für Automatisierung der UdSSR.
Nach dem Zerfall der Sowjetunion wurde Saizew 1992 Leiter des Ethnoökologie-Laboratoriums des Informationszentrums der Abteilung für Mathematik und Datenanalyse des Karelischen Wissenschaftszentrums der RAN in Petrosawodsk. 1993 wechselte er als Professor des Lehrstuhls für Festkörperphysik an die Staatliche Universität Petrosawodsk.